# Neal Adams
Neal Adams (New York, 6 giugno 1941 – New York, 28 aprile 2022) è stato un fumettista statunitense.
È noto principalmente per le sue storie con protagonisti Lanterna Verde, Freccia Verde e Batman del periodo detto Silver Age.

## Carriera
Adams frequentò la High School of Industrial Art di Manhattan, e subito dopo il diploma iniziò a lavorare presso l'industria pubblicitaria. Interessato ai fumetti, fu messo poi sotto contratto da DC Comics, e collaborò come disegnatore freelance per Bat Masterson e Archie Comics. Nel 1962 iniziò la sua carriera nei fumetti come assistente per le strip di Peter Scratch, Rip Kirby, e The Heart of Juliet Jones prima di realizzare una sua strip, Ben Casey, che pubblicò dal 1962 al 1965.
Tornato alla DC Comics nel 1968, nel periodo definito "la Silver Age", diventò un disegnatore di punta dell'azienda con il Deadman di Strange Adventures. Collaborò inoltre con Roy Thomas e Stan Lee (Marvel Comics). Nei primi anni settanta Adams frequentò Dennis O'Neil, e i due rivitalizzarono personaggi come Lanterna Verde, Freccia Verde, e Batman, quest'ultimo con storie più serie e cupe di quelle rappresentate dalla serie televisiva anni sessanta.
Con l'inchiostratore Dick Giordano, Adams fondò la Continuity Associates, azienda dedicata alla realizzazione di storyboard per pellicole cinematografiche.
Nel 2010 Adams viene nuovamente ingaggiato dalla DC Comics per disegnare e sceneggiare una miniserie di Batman, intitolata Odissey.

## Riconoscimenti
Adams si aggiudicò tre Alley Awards come Miglior Copertina (Strange Adventures n. 207, 1967), con Bob Haney il premio Miglior storia (Best Full-Length Story) (Track of the Hook, in The Brave and the Bold n. 79, 1968) e Miglior disegnatore nel 1969; nello stesso anno, fu aggiunto alla Alley Award Hall of Fame.
Vinse anche lo Shazam Awards 1970 per Best Individual Story (No Evil Shall Escape My Sight, in Green Lantern n. 76, assieme allo scrittore Dennis O'Neil), e Miglior disegnatore drammatico. Nel 1971 si aggiudicò un ulteriore premio come Best Individual Story (Snowbirds Don't Fly in Green Lantern n. 85) sempre accanto ad O'Neil.
Adams fu inoltre finalista per entrare alla Harvey Awards' Jack Kirby Hall of Fame sia nel 1990 e nel 1991, ma vi fu aggiunto solo nel 1999.

## Sostenitore della teoria dell'espansione della Terra
Neal Adams è un sostenitore e un promotore di nuove idee circa l'Universo e del modello della teoria dell'espansione della Terra proposto dallo scienziato tedesco Ott Christoph Hilgenberg e, indipendentemente da questo, dal geologo australiano Samuel Warren Carey. La teoria dell'espansione della Terra era stata proposta per la prima volta nel 1878 dal geologo italiano Roberto Mantovani. Secondo questa teoria sia la Terra che altri corpi celesti si espandono nel tempo.
Adams ha realizzato un canale su YouTube con video prodotti da lui stesso che illustrano le sue opinioni sui modelli di espansione del pianeta Terra.